# Fillyji iz Funtazije
Fillyji iz Funtazije (v izvirniku angleško Filly Funtasia) je računalniško animirana fantazijska televizijska serija, ki sta jo ustvarila Jacob in Henrik Andersen. Serija sledi filli Rose in njenim prijateljem, ko obiskujejo čarobno akademijo v kraljevem kraljestvu Funtasia. Temelji na franšizi igrač Filly.
Serija se je premierno predstavila 11. marca 2019 na Frizbiju v Italiji. V Sloveniji bo serija na programu Minimax predvajana 3. oktobra 2020.

## Opis
Fillyji iz Funtazije govori o dogodivščinah Rose, ki je samorog, ki obiskuje Royal Magic Academy v kraljestvu Funtasia. Njeni najboljši prijatelji - vilinska filly Bella, čarovniški filly Lynn, pravljični filly Will, in kraljevi filly Cedric, jo spremljajo, ko hodijo v izredno šolo čaranja. Rose se mora spoprijeti z vsakodnevnim najstniškim šolskim življenjem, medtem ko spoznava čarobni svet okoli sebe.
V kleti akademije živi Wranglum, zlobno drevesno čarovniško bitje, ki je ujeto v "temno ogledalo" ali kristalni zapor. Battiwigs, netopir, ki je Willov in Cedricov hišni ljubljenček, na skrivaj deluje za Wrangluma. Wranglum in Battiwigs načrtujeta različne tatvin, da bi z akademije poskušali ukrasti vse kristale, s katerimi lahko zavlada nad Funtasio.

## Epizode

### Pregled serije
| Sezona | Sezona | Epizode | Izvirni datum izdaje | Izvirni datum izdaje | Datum izida v Sloveniji | Datum izida v Sloveniji |
| Sezona | Sezona | Epizode | Premiera sezone      | Finale sezone        | Premiera sezone         | Finale sezone           |
| ------ | ------ | ------- | -------------------- | -------------------- | ----------------------- | ----------------------- |
|        | 1      | 13      | 11. marec 2019       | 27. marec 2019       | 3. oktober 2020         | 17. oktober 2020        |
|        | 2      | 13      | 25. decembra 2020    | 25. decembra 2020    | 15. februarja 2021      | 3. marec 2021           |

### Sezona 1 (2019)
| Št. | Naslov                    | Direktor je              | Napisal je      | Izvirni datum izdaje | Datum izdaje v Sloveniji |
| --- | ------------------------- | ------------------------ | --------------- | -------------------- | ------------------------ |
| 1   | "The Cupcake Mystery"     | Jacob in Henrik Andersen | Jymn Magon      | 11. marec 2019       | 3. oktober 2020          |
| 2   | "The Blue Rainbow"        | Jacob in Henrik Andersen | Johnny Hartmann | 12. marec 2019       | 3. oktober 2020          |
| 3   | "Wranglum in Disguise"    | Jacob in Henrik Andersen | –               | 13. marec 2019       | 3. oktober 2020          |
| 4   | "Alone at Last"           | Jacob in Henrik Andersen | Jymn Magon      | 14. marec 2019       | 4. oktober 2020          |
| 5   | "The Evil Garden"         | Jacob in Henrik Andersen | –               | 15. marec 2019       | 4. oktober 2020          |
| 6   | "Dream of Doom"           | Jacob in Henrik Andersen | –               | 18. marec 2019       | 4. oktober 2020          |
| 7   | "Bijou on the Loose"      | Jacob in Henrik Andersen | Johnny Hartmann | 19. marec 2019       | 10. oktober 2020         |
| 8   | "The Magical Maze"        | Jacob in Henrik Andersen | –               | 20. marec 2019       | 10. oktober 2020         |
| 9   | "Teacher for a Day"       | Jacob in Henrik Andersen | –               | 21. marec 2019       | 10. oktober 2020         |
| 10  | "Hide and Seek"           | Jacob in Henrik Andersen | Armin Prediger  | 22. marec 2019       | 11. oktober 2020         |
| 11  | "The Lost Mermaid"        | Jacob in Henrik Andersen | Carlos Bleycher | 25. marec 2019       | 11. oktober 2020         |
| 12  | "The Star Crystal"        | Jacob in Henrik Andersen | –               | 26. marec 2019       | 11. oktober 2020         |
| 13  | "Farina, the Fire Dragon" | Jacob in Henrik Andersen | –               | 27. marec 2019       | 17. oktober 2020         |

### Sezona 2 (2020)
| Št. | Št. | Naslov                                 | Direktor je | Napisal je | Izvirni datum izdaje | Datum izdaje v Sloveniji |
| --- | --- | -------------------------------------- | ----------- | ---------- | -------------------- | ------------------------ |
| 14  | 1   | "The Freshmen"                         | Conan Hu    | –          | 25. decembra 2020    | 15. februarja 2021       |
| 15  | 2   | "The Treasure Hunt"                    | Conan Hu    | –          | 25. decembra 2020    | 16. februarja 2021       |
| 16  | 3   | "Feathers Appear When Angels Are Near" | Conan Hu    | –          | 25. decembra 2020    | 17. februarja 2021       |
| 17  | 4   | "Art of Magic"                         | Conan Hu    | –          | 25. decembra 2020    | 18. februarja 2021       |
| 18  | 5   | "A Royal Wedding"                      | Conan Hu    | –          | 25. decembra 2020    | 19. februarja 2021       |
| 19  | 6   | "The Hoopenhoof Game"                  | Conan Hu    | –          | 25. decembra 2020    | 22. februarja 2021       |
| 20  | 7   | "–"                                    | Conan Hu    | –          | 25. decembra 2020    | 23. februarja 2021       |
| 21  | 8   | "–"                                    | Conan Hu    | –          | 25. decembra 2020    | 24. februarja 2021       |
| 22  | 9   | "–"                                    | Conan Hu    | –          | 25. decembra 2020    | 25. februarja 2021       |
| 23  | 10  | "–"                                    | Conan Hu    | –          | 25. decembra 2020    | 26. februarja 2021       |
| 24  | 11  | "–"                                    | Conan Hu    | –          | 25. decembra 2020    | 1. marec 2021            |
| 25  | 12  | "–"                                    | Conan Hu    | –          | 25. decembra 2020    | 2. marec 2021            |
| 26  | 13  | "–"                                    | Conan Hu    | –          | 25. decembra 2020    | 3. marec 2021            |